# Escadrilles suicide
Pour plus de détails, voir Fiche technique et Distribution.
Escadrilles suicide (The Thousand Plane Raid) est un film américain réalisé par Boris Sagal et sorti en 1969. L'histoire est basée sur le bombardement de Cologne en 1942.

## Synopsis

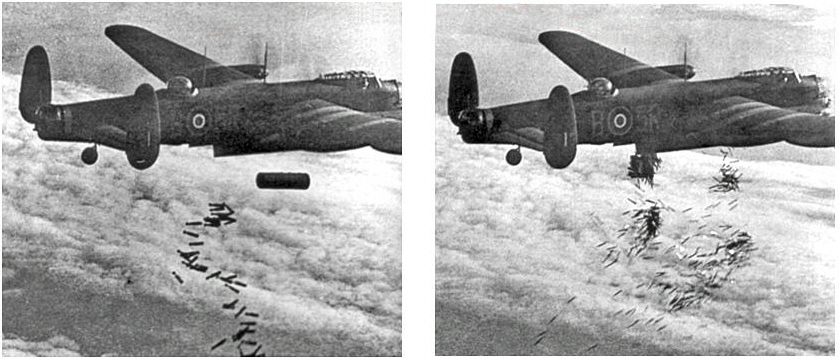
Bombardier Lancaster larguant des bombes sur l'Allemagne.

En 1943, le Colonel Greg Brandon de l'Air Force, basé en Angleterre, tente de persuader ses supérieurs qu'une attaque massive et coordonnée de bombardement de l'Allemagne nazie pourrait accélérer la fin de la guerre.

## Fiche technique
- Titre français : Escadrilles suicide
- Titre original : The Thousand Plane Raid
- Réalisation : Boris Sagal
- Scénario : Donald S. Sanford d'après une histoire de Robert Vincent Wright, basée sur le livre de 1965 The Thousand Plane Raid de Ralph Barker
- Production : Oakmont Productions
- Photographie : William W. Spencer
- Montage : Henry Batista, Jodie Copelan
- Musique : Jimmie Haskell
- Sociétés de production : Oakmont Productions, United Artists
- Distributeur : United Artists
- Genre : film de guerre aérien
- Durée : 93 minutes
- Date de sortie :
  - États-Unis : juillet 1969
  - France : décembre 1970

## Distribution
- Christopher George : Colonel Greg Brandon
- Laraine Stephens : Lieutenant Gabrielle « Gabby » Ames
- J. D. Cannon : General Cotten Palmer
- Gary Marshal : Wing Commander « Taffy » Howard
- Michael Evans : Group Commander Leslie Hardwicke
- Gavin MacLeod : Sergeant Kruger
- Noam Pitlik : Lieutenant Jacoby
- Ben Murphy : Lieutenant Harvey Archer
- Bo Hopkins : Captain Douglass
- Tim McIntire : Lieutenant Quimby
- Scott Thomas : Lieutenant Richman
- John Carter : Middleton
- James Gammon : Major Varga
- Charles Dierkop : Railla
- Henry Jaglom : Worchek